# Mergim Mavraj
Mergim Mavraj (albanisch Mërgim Mavraj; * 9. Juni 1986 in Hanau) ist ein ehemaliger deutsch-albanischer Fußballspieler.

## Karriere

### Vereine

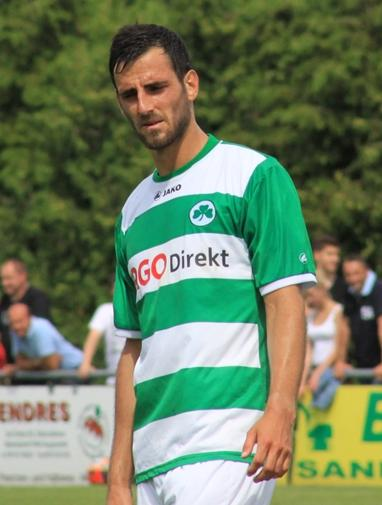
Mavraj im Trikot der SpVgg Greuther Fürth (2012)

Mavraj spielte in der Jugend für die Sportfreunde Seligenstadt, Kickers Offenbach und die SG Rosenhöhe Offenbach. 2004 wechselte er in die Jugend des SV Darmstadt 98. In seiner ersten Saison im Profikader in der Spielzeit 2005/06 wurde er von den Darmstädter Fans zum beliebtesten Spieler gewählt. 2007 wechselte er zum VfL Bochum. Am 10. Mai 2008 absolvierte er sein erstes Bundesligaspiel, als er beim 3:1-Sieg gegen den Karlsruher SC in der 69. Spielminute für Pavel Drsek eingewechselt wurde. Eine Woche später, am 17. Mai 2008, erzielte er bei der 1:2-Niederlage gegen Hansa Rostock am letzten Bundesligaspieltag für Bochum seinen ersten Bundesligatreffer.
Im Januar 2011 wechselte Mavraj vorzeitig zur SpVgg Greuther Fürth; ursprünglich war der Wechsel erst zur Sommerpause beabsichtigt. Mavraj spielte sich durch gute Leistungen gleich in die Stammelf der Fürther. Nach dem Bundesligaaufstieg wurde er vom Mannschaftsrat zum Kapitän des Zweitligameisters gewählt, und er führte die SpVgg damit durch ihre erste und bislang einzige Bundesligasaison. Nach dem Abstieg wurde die Kapitänsbinde an Wolfgang Hesl weitergegeben, seinen Stammplatz konnte Mavraj aber verteidigen. Nach dem gescheiterten Relegationsspiel um die Rückkehr in die Bundesliga im Mai 2014 gegen den Hamburger SV wechselte er zur Saison 2014/15 zum Bundesligaaufsteiger 1. FC Köln, bei dem er einen Dreijahresvertrag unterschrieb. Seinen ersten Einsatz absolvierte er am 8. Spieltag beim 2:1-Sieg über Borussia Dortmund.
Zum 1. Januar 2017 wechselte Mavraj zum Hamburger SV. Er erhielt einen bis zum 30. Juni 2019 laufenden Vertrag. Sein Ligadebüt für den HSV gab Mavraj am 17. Spieltag bei der 0:1-Auswärtsniederlage gegen den VfL Wolfsburg. Kurz vor Start der Bundesliga-Saison 2017/18 wurde er – neben Kyriakos Papadopoulos – von HSV-Trainer Markus Gisdol zum Stellvertreter von Kapitän Gōtoku Sakai benannt. Am 2. Spieltag – beim 3:1-Auswärtssieg gegen den 1. FC Köln – führte Mavraj den HSV erstmals als Spielführer auf das Feld. In den sieben Spielen unter dem neuen Trainer Bernd Hollerbach kam Mavraj zu zwei Einsätzen. Im ersten Spiel unter dem dritten Trainer in dieser Spielzeit, Christian Titz, wurde er nicht für den Spieltagskader berücksichtigt. Am 28. März 2018 wurde Mavraj aus sportlichen Gründen in die zweite Mannschaft versetzt. Die Profis stiegen am Saisonende in die 2. Bundesliga ab. Auch in der Sommervorbereitung kehrte Mavraj nicht in den Kader zurück. Am 17. Juli 2018 lösten Mavraj und der HSV den noch eine Saison laufenden Vertrag auf.
Im September unterschrieb Mavraj einen Zweijahresvertrag beim griechischen Erstligisten Aris Thessaloniki.
Bereits Anfang Januar 2019 wurde der Vertrag wieder aufgelöst, und der Verteidiger kehrte nach Deutschland zurück. Dort unterschrieb er beim abstiegsbedrohten Zweitligisten FC Ingolstadt 04 einen bis 2020 gültigen Vertrag. Mit den Schanzern landete Mavraj am Saisonende auf dem Relegationsplatz. In den Relegationsspielen gegen den Drittligisten SV Wehen Wiesbaden stand er jeweils in der Startelf. Die Ingolstädter verloren aber nach einem 2:1-Auswärtssieg in Wiesbaden das Rückspiel zuhause mit 2:3 und stiegen auf Grund der Auswärtstorregel daraufhin in die 3. Liga ab.
Im Juni 2019 kehrte Mavraj zur SpVgg Greuther Fürth zurück. Bei den Franken unterschrieb er einen Vertrag über zwei Jahre. Mit der SpVgg gelang 2021 der Aufstieg in die Fußball-Bundesliga.
Im Juli 2021 wechselte er zu dem Drittligisten Türkgücü München. Nach der Insolvenz des Vereins verlängerte er seinen Vertrag nicht und beendete seine Karriere.

### Nationalmannschaft
Im Februar 2007 absolvierte Mavraj ein Spiel in der deutschen U-20-Auswahl. Ebenfalls im Februar 2007 sowie im März 2009 kam er zu je einem Einsatz für die U-21-Auswahl.
Da er neben der deutschen auch die albanische Staatsangehörigkeit besitzt, kam er am 22. Mai 2012 für die A-Nationalmannschaft Albaniens zum Einsatz. Bei seinem Länderspieldebüt gelang dieser ein 2:1-Erfolg über die Auswahl Katars.
Bei der Fußball-Europameisterschaft 2016 in Frankreich wurde Mavraj in das albanische Aufgebot aufgenommen. Er stand bei allen drei Partien, gegen die Schweiz, Frankreich und Rumänien, in der Stammelf und war einer der Spieler, die alle Partien über die volle Spielzeit bestritten haben. Mit zwei Niederlagen und einem Sieg schied das Team als einer der beiden schlechtesten Gruppendritten aus.

## Erfolge
- Aufstieg in die Bundesliga: 2012, 2021
  - davon als Meister der 2. Bundesliga: 2012